# 216
216 (CCXVI) var ett skottår som började en måndag i den julianska kalendern.

## Händelser

### Okänt datum
- Caracallas termer i Rom står färdiga.
- Caracalla låter annektera Armenien.
- Caracalla drömmer om att återupprepa Alexander den stores asiatiska militärframgångar. När grekerna i Alexandria hånar honom låter han avrätta ett antal av dem.
- Basilikan i Leptis Magna, som började byggas på order av Septimius Severus, står färdig.
- Mithraismen, som har uppstått i Persien, antas av de flesta romerska soldater som är stationerade i Asien.
- Cao Cao blir kung av Wei.

## Födda
- Mani, grundare av den synkretistiska religionen manikeismen